# Суходольський Володимир Олексійович
Володимир Олексійович Суходольський (нар. 16 червня 1889, Ромни — пом. 13 листопада 1962, Київ) — український радянський драматург; член Спілки письменників України з 1934 року.

## Біографія
Народився 4 [16] червня 1889 року у місті Ромнах (тепер Сумська область, Україна) у сім'ї земського лікаря. 1917 року закінчив Петроградський політехнічний інститут.
Працював у Ленінграді і в Україні як інженер-гідроенергетик. Під час німецько-радянської війни перебував у Уфі. Помер у Києві 13 листопада 1962 року.

## Творчість
Автор п'єс:
- «Напередодні» («Степ чекає», 1930);
- «На порядку денному» (1930);
- «Струм»;
- «Устим Кармалюк» (1937);
- «Тарасова юність» (1938; про Тараса Шевченка);
- «Десант»;
- «Хвала життю»;
- «Дві війни» (1943; збірника одноактівок для фронтових театральних бригад);
- «Харитон Третій» (1945);
- «Соната»;
- «Спадщина Фреда Стауна»;
- «Дальня Олена» (1948; про життя робітників);
- «Мрійники із Степового» (1949);
- «Арсенал» (1957; присвячена революційним подіям в Україні);
- «Дорогий гість» (1959);
- «Нагода» (1962).

У 1933 році інсценізував «Сорочинський ярмарок» Миколи Гоголя. 
У післявоєнний період написав також 15 одноактових п'єс, які об'єднав у збірці «Поїзд прийде вчасно» (1958). 1960 року видав однотомник вибраних творів.
Автор біографічної книги про Марію Заньковецьку для молоді «Народилася артистка», 1961.
Виступав і як кінодраматург. За його сценаріями екранізовані кінофільм «Кармалюк» (1938) та документальні фільми «На колгоспній птахофермі» (1948) і «На берегах Північного Дінця» (1950).